# Parafia św. Brata Alberta w Przemyślu
Parafia św. Brata Alberta w Przemyślu – parafia rzymskokatolicka należąca do dekanatu Przemyśl II w archidiecezji przemyskiej.

## Historia
W 1905 roku w Przemyślu z inicjatywy bpa Józefa Sebastiana Pelczara i burmistrza dra Franciszka Solińskiego zbudowano dom dla biednych i bezdomnych. Brat Albert podzielił dom na dwie części - wschodnią dla sióstr i kobiet, a zachodnią dla braci i mężczyzn. Po przebudowie, 11 grudnia 1907 roku bp Józef Sebastian Pelczar poświęcił dom.
W 1977 roku rektorem kaplicy Albertynów i kapelanem szpitala wojewódzkiego został ks. Fryderyk Michalski.
22 czerwca 1984 roku abp Ignacy Tokarczuk erygował parafię pw. bł. Brata Alberta Chmielowskiego, z wydzielonego terytorium parafii Trójcy Przenajświętszej. Miejscem kultu stała się kaplica pw. Podwyższenia Krzyża Świętego w Domu Pomocy Społecznej prowadzonego przez Zgromadzenie Braci Albertynów oraz kapliczka na Winnej Górze przy ul. Żółkiewskiego, która należała do dawnej fortyfikacji Przemyśla z okresu I wojny światowej. Na plebanię i dom parafialny zostały wykorzystane ruiny spalonego w latach pięćdziesiątych budynku nowicjatu braci Albertynów.
Ponieważ kaplica braci Albertynów była zbyt mała dla parafian jak i pensjonariuszy z Domu Pomocy Społecznej, w którym się mieściła, postanowiono zbudować nowy kościół. W sierpniu 1992 roku rozpoczęto prace przy budowie nowego kościoła, według projektu architektów mgr inż. Józefa Olecha i mgr inż. Wojciecha Jaśkowskiego. 19 czerwca 1999 roku abp Józef Michalik poświęcił nowy kościół pw. św. Brata Alberta. 8 listopada 2009 roku odbyła się konsekracja kościoła, której dokonał abp Józef Michalik.
W 2017 roku bracia Albertyni odeszli z Przemyśla do Lwowa. 
Proboszczowie parafii:
1984–1987. ks. Stanisław Marek.
1987–1998. ks. Jan Nigborowicz.
1998–2012. ks. prał. Tadeusz Gramatyka.
2012–2024 ks. Tadeusz Baj
2024- obecnie ks. Mariusz Woźny

## Zasięg parafii
Na terenie parafii jest 3120 wiernych mieszkających przy ulicach: św. Brata Alberta, Astronautów, Borelowskiego (prawa strona), Ceramicznej, Chodźki, Chrobrego, Glinianej, Granicznej, Marszałka Focha, Idzikowskiego, Kadłubka, Koźmiana, Lenartowicza, 29 Listopada (numery 16–32), Małachowskiego, Ordona, Orzeszkowej, Plater, Podgórskiej, Rodziewiczówny, Pogodnej, Rogozińskiego, Stanisława Augusta, Tarnawskiego, Wybickiego i Wyspiańskiego.